# Munin (satellit)
Munin var en svensk nanosatellit som utvecklades av Institutet för rymdfysik i samarbete med studenter och lärarassistenter från dels rymdingenjörsutbildningen vid Umeå universitet förlagd i Kiruna och dels Luleå tekniska universitet. Satelliten sköts upp den 21 november 2000 på en Delta 7000-raket från Vandenberg Air Force Base i Kalifornien.
Munin studerade partiklar i jordens magnetosfär och jonosfär samt studier av norrsken.
Kontakten bröts med Munin den 12 februari 2001 efter en omstart av datorn ombord och felet berodde förmodligen på ett fel i PROMet.

## Satellitinformation
Satelliten bestod av en kub i aluminium med sidan 200 mm, täckt med solceller. Vikten var 6 kg. Nyttolasten bestod av tre instrument: 
- Elektron och jonspektrometern MEDUSA (reservenheten från Astrid-2). Levereras av Southwest Research Institute, San Antonio, Texas
- Halvledardetektor för mätning av högenergipartiklar, både laddade och oladdade (ENA)
- En känslig CCD-kamera för fotografering av norrsken

Satellitens omloppsbana var mellan 701 och 1 797 kilometer i 95,40 graders inklination.